# Јужнословенски филолог
Јужнословенски филолог, часопис Српске академије наука и уметности и Института за српски језик САНУ. Покренули су га 1913. године Александар Белић и Љубомир Стојановић. Један је од најстаријих славистичких часописа у Европи.

## О часопису
Часопис ЈФ објављује теме из свих лингвистичких области и, може се рећи, широко филолошких истраживања.
Весник је резултата истраживања представника најмодернијих теоријскометодолошких поступака у лингвистици, синтетичких радова и теоријских сублимација, недовољно истражених дисциплина и поддисциплина у славистици и србистици.

## Историјат
Јужнословенски филолог Прва књига часописа Јужнословенски филолог (1913), на уводним страницама изнела је циљ свога покретања: "… Јер, иако у нас има академија и научних друштава која објављују научне радове и из славистике, и ако има књижевно-научних часописа у којима се каткада критички пропраћују и новија дела из различних њених области, ипак ми нисмо још имали часопис којему би био једини задатак — проучавање нашег језика у вези са осталим јужнословенским и другим словенским језицима и испитивање њихових језичких споменика. Ту празнину, према својој снази и средствима, треба да попуни „Јужнословенски филолог…” (у потпису: Љуб. Стојановић и А. Белић).
У сарадњи са проф. Љубомиром Стојановићем, године 1913. Александар Белић покреће часопис Јужнословенски филолог, осмишљен као повремени спис за јужнословенску филологију. Концепција је осмишљена угледајући се на стране часописе као што су Archiv für slavische Philologie; ИзвѢстiя отдѢленiя русского языка и словесности Имп. Академiи Наукъ; Русскiй Филологическiй ВѢстникъ; Филологическiя Записки; Listy Filologicke; Prace Filologiczne (од 1884); Rocznik Slawistyczny (од 1908); Časopis pro modernì filologii. Радови који су објављивани били су општелингвистички, теоријски, упоредно-историјски, општефилолошки, а такође су покривали и дијалектолошка истраживања као и резултате проучавања српског језика у синхроној и дијахроној перспективи. Часопис је такође пратио и објављивао и резултате таквих проучавања код других словенских народа. Редакција часописа одмах је убрајала међународне признате научнике попут А. Мејеа, А. Стојићевића, К. Њича, Љ. Стојановића, М. Решетара, О. Хујера, Р. Нахтигала, С. Ившића, С. М. Куљбакина, Ф. Илешића, Ф. Рамовша, Х. Барића.
Наредна књига ЈФ изашла је 1921. године, а до Другог светског рата објављено је укупно седамнаест књига. Наредна (XVIII) објављена је 1949—1950. Од првог броја овај часопис објављује и библиографске белешке и критике те формирањем посебне рубрике за ову намену постаје важно научно гласило за неговање лингвистичке библиографије. Часопис је био подељен на следеће рубрике: Расправе (касније и Студије у којима су радови научног значаја), Прилози (у којима су материјали мањег обима), Хронике, Критике и Библиографија.
Иако није био строго предметно омеђен, Јужнословенски филолог је у средишту неговао теоријску, упоредно-историјску и дијалектолошку проблематику као и проучавање српског језика. Таква концепција се у основи није мењала али је развој славистике и словенске филологије као и уопште лингвистике учинио да се часопис отвори и према неким другим проблемима језика, као не пример типологији словенских језика, ареалној лингвистици, интердисциплинарним проучавањима језика.
Иако је по своме називу упућивао на питања јужнословенске филологије представљао је и часопис Јужних Словена. По квалитету радова који су у часопису објављивани Јужнословенски филолог је с пуно утицаја обрађивао јужнословенски као и нарочито српску филологију, али није био ограничен тим оквирима јер је доносио и радове о питањима словенске филологије у ширем смислу.
У профилу Јужнословенског филолога значајно место има текућа кумулативна библиографија дела из теоријске лингвистике, србистике, славистике и индоевропеистике. У Јужнословенском филологу објављено је и 11 персоналних библиографија: Библиографија Јагићевих радова од 1907. г. // ЈФ 3 (1922—1923); Библиографски преглед научних радова проф. О[лдржиха] Хујера (1901—1930 г.). // ЈФ 9 (1930); Из библиографије радова Матије Мурка // ЈФ 19 (1950—1952); Библиографија радова професора Александра Белића // ЈФ 24 (1959—1960); Библиографија радова Степана Куљбакина // ЈФ 29, 3/4 (1973); Библиографија радова професора Михаила Стевановића // ЈФ 30 (1974); Библиографија радова Берислава Николића // ЈФ 33 (1977); Библиографија Радосава Бошковића // ЈФ 40 (1984); Библиографија професора Михаила Стевановића // ЈФ 47 (1991); Библиографија радова академика Павла Ивића // ЈФ 56 (2000); Библиографија академика Милке Ивић // 67 (2011). Књига 69. Јужнословенског филолога садржи „Библиографију Јужнословенског филолога 1913—2012”

### Периодичност излажења
У почетку часопис излази четири пута годишње у свескама од 5 штампаних табака или два пута у свескама од 10 штампаних табака; од књ. 3 (1922/23) два пута годишње (у свескама од 10-16 штампаних табака или у једној књизи од 16-20 штампаних табака).
После прве књиге од две свеске часопис је престао да излази због ратних околности. Поново је покренут 1921. год. Није изашао 1932. год., а онда редовно излази од 1933. до 1939. год. Обновљен је 1949. год. од када редовно излази као годишњак.

## Уредници
Главни уредници Јужнословенског филолога били су Александар Белић. Од књ. 11 (1931) А. Белић, Ст. М. Куљбакин, Ст. Ившић, Фр. Рамовш; од књ. 18 (1949/50) поново Александар Белић. Након тога уредници су Михаило Стевановић (1961—1973), Милка Ивић (1974—2008), Предраг Пипер (2008—2018), Рајна Драгићевић (2018-). Књигу 56. (2000) уредио је Слободан Реметић.

## Аутори прилога
Од свог настанка часопис је имао централно место у српској лингвистичкој периодици, захваљујући квалитету научних радова као и високој меродавности аутора објављиваних чланака. Такви аутори су, између осталих: Х. Барић, Ф. Безлај, Р. Бошковић, М. Будимир, М. Г. Булахов, Л. А. Булаховски, А. Вајан, Ј. Вуковић, Н. Ван Вијк, И. Грицкат, И. Дуриданов, Н. Н. Дурново, П. Ђорђић, М. Ивић, П. Ивић, С. Ившић, Р. Јакобсон, С. Каролак, Б. Конески, С. Куљбакин, И. Леков, Б. Љапунов, М. Малецки, А. Младеновић, Л. Мошињски, Р. Нахтигал, С. Новаковић, К. Њич, М. Павловић, М. Пешикан, Т. Лер-Сплавињски, Ф. Рамовш, М. Решетар, П. Скок, Е. Станкјевич, М. Стевановић, Љ. Стојановић, К. Тарановски, О. Н. Трубачев, А. А. Шахматов.
Последњих двадесетак година у часопису су објављивала најугледнија имена славистике П. Пипер, А. Лома, В. Фридман, И. Чарота, С. Реметић, Ј. Апресјан, Р. Мицолова, Б. Норман, Р. Драгићевић, А. Собољев, С. Толстој, А. Малова, А. Желе и многи други истанути појединци.

## Теме
Часопис обухвата теме из историјске лингвистике, дијалектолошких, ономастичких и теоријских истраживања, те из примењене лингвистике, фонетских, морфолошких, синтаксичких, семантичких и интердисциплинарних студија и др.

## Електронски облик часописа
Приступ електронском облику часописа у коме се чланци налазе у пуном тексту налази се у дигиталном репозиторијуму Института за српски језик САНУ на адреси: Дигитални репозиторијум САНУ и института